# Strada statale 445 della Garfagnana
La ex strada statale 445 della Garfagnana (SS 445), ora strada regionale 445 della Garfagnana (SRT 445), è una strada regionale italiana.

## Percorso
La strada inizia a Chifenti, in comune di Borgo a Mozzano diramandosi dalla strada statale 12 dell'Abetone e del Brennero. Risalendo il corso del fiume Serchio percorre la Garfagnana attraversando i centri abitati di Calavorno, Ghivizzano, Piano di Coreglia, Ponte all'Ania, Fornaci di Barga, Castelvecchio Pascoli, Ponte di Campia, Castelnuovo di Garfagnana, Camporgiano e Piazza al Serchio.
Oltrepassa quindi il passo dei Carpinelli (840 m s.l.m.) e scendendo in Lunigiana si innesta nella strada statale 63 del Valico del Cerreto nei pressi del paese di Gassano, nel comune di Fivizzano.
In seguito al decreto legislativo n. 112 del 1998, dal 2001 la gestione è passata dall'ANAS alla Regione Toscana che ha poi devoluto le competenze alla Provincia di Lucca e alla Provincia di Massa e Carrara per le tratte territorialmente competenti.